# Marathyssa histrio
Marathyssa histrio är en fjärilsart som beskrevs av Augustus Radcliffe Grote 1873. Marathyssa histrio ingår i släktet Marathyssa och familjen nattflyn. Inga underarter finns listade i Catalogue of Life.